# Сингапурски долар
Вижте пояснителната страница за други значения на Долар.
Сингапурският долар е парична единица на Сингапур. Дели се на 100 цента. Международният валутен код на сингапурския долар е SGD. Той е вързан с брунейския долар в съотношение 1:1.

## История
Сингапур има собствена валута след обявяването на своята независимост, на 7 април 1967 година. Първоначално, новата валута е фиксирана към Британският паунд в съотношение 60:7. През 1970-те години градът-държава е в стихията на своето икономическо развитие, благодарение на благоприятните си търговски отношения.

## Банкноти и монети
Емитирането на монети и банкноти е от 1967 година. Монетите в обращение са с номинал 1, 5, 10, 20 и 50 цента, както и от 1 долар. Банкнотите в циркулация са със стойности от 1, 2, 5, 10, 20, 50, 100, 500, 1000 и 10 000 долара.